# Fabbrica Toscana di Automobili
Fabbrica Toscana di Automobili war ein italienischer Hersteller von Automobilen.

## Unternehmensgeschichte
Das Unternehmen aus Florenz begann 1901 mit der Produktion von Automobilen. Der Markenname lautete FTA. 1903 endete die Produktion. Fabbrica di Automobili Florentia übernahm das Unternehmen.

## Fahrzeuge
Das einzige Modell war mit einem Zweizylindermotor ausgestattet. Der Motor entstand nach einer Lizenz der Société Buchet.